# Palusznik krwawy

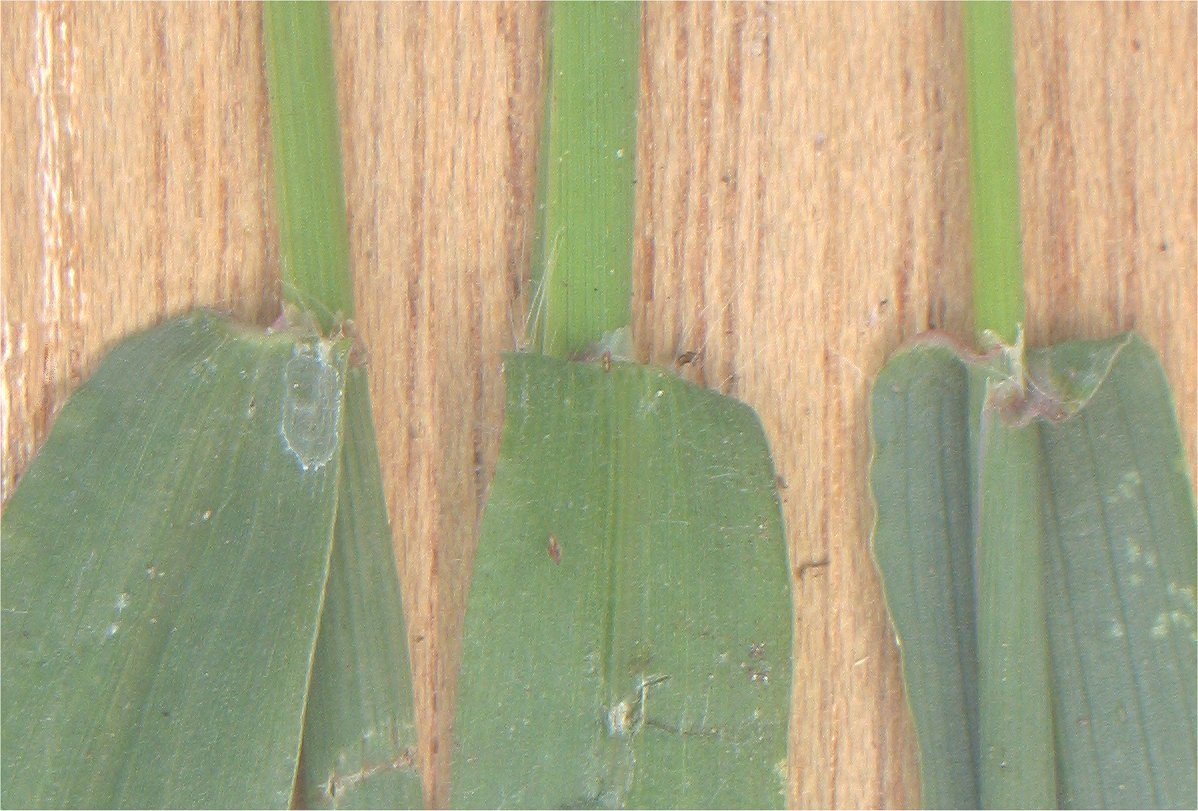
Języczki liściowe

Palusznik krwawy (Digitaria sanguinalis) – gatunek rośliny jednorocznej, należący do rodziny wiechlinowatych. Zwyczajowe nazwy: proso krwawe, proso krwiste, seroczeń. Zasięg naturalny obejmuje Europę Południową, Azję i Afrykę Północną. Zawleczony został do Ameryki Północnej, Australii i Afryki Południowej. We florze Polski jest archeofitem – występuje na całym niżu, ale niezbyt pospolicie.

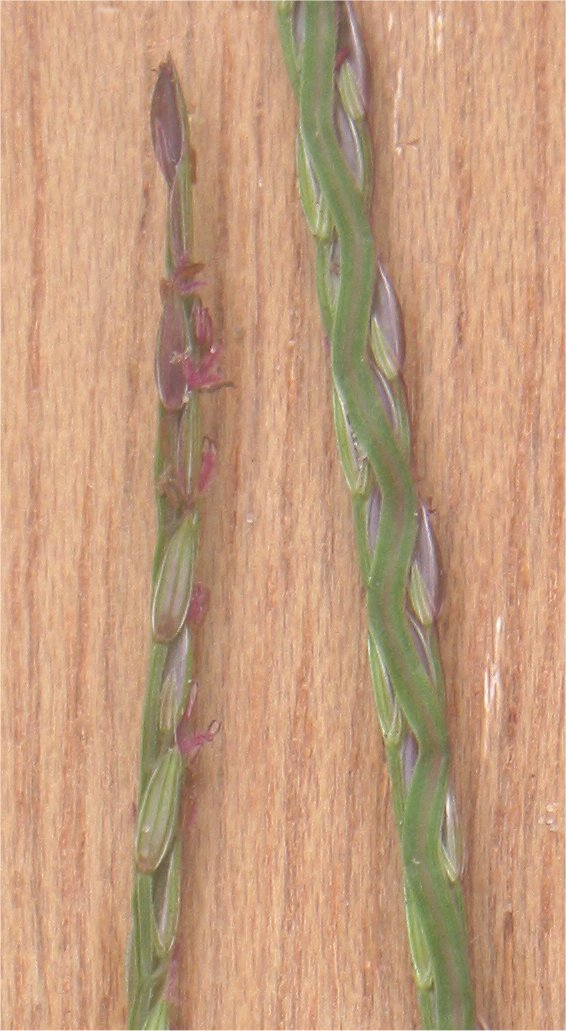
Kłosy

## Morfologia
PokrójRośnie w luźnych kępach. Cała roślina jest zwykle czerwonawo przebarwiona.
ŁodygaŹdźbło o długości 15-50 (70) cm, podzielone na 4-9 międzywęźli, pokładające się lub łukowato wznoszące.
LiściePochwy liściowe owłosione miękko lub przynajmniej z owłosionymi kolankami, zamknięte. Języczek błoniasty, krótki (do 2 mm długości) i tępy. Blaszki liściowe w pączku zwinięte, do 10 (rzadko 20 cm) długości i 3-8 mm szerokości. Na spodniej stronie owłosione. Środkowy nerw i dwa brzeżne białawe, brzegi liścia faliste.
KwiatyZebrane w 5-10 kłosów palczasto wyrastających na szczycie źdźbła, każdy o długości 3-15 cm i trójkątnej na przekroju osi. Zwykle fioletowo nabiegłe, podłużnie lancetowate i ostre kłoski wyrastają parami (rzadziej do 5 na krótkiej gałązce). Mają 3-3,5 mm długości i 1 mm szerokości. Każdy z nich ma 3 plewy, przy czym druga, o połowę krótsza od trzeciej ma owłosiony szczyt, a trzecia brzegi.
OwocPodłużne, szkliste i żółtawe ziarniaki o długości do 2 mm i szerokości do 1 mm. Zamknięte w twardych plewkach.

## Biologia i ekologia
Siedlisko: pola uprawne i ogrody (chwast), piaski. Kwitnie od lipca do października. Gatunek w wysokim stopniu samopylny. Źdźbła w dolnych węzłach zakorzeniają się. Unika gleb wapiennych, gleb zwięzłych i miejsc suchych. Na roślinie żerują gąsienice motyla górówka boruta. W klasyfikacji zbiorowisk roślinnych gatunek charakterystyczny dla All. Eragrostion i Ass. Panico-Eragrostietum.

## Zmienność
Występuje u nas w dwu podgatunkach:
- Digitaria sanguinalis subsp. sanguinalis – górne plewy są nagie lub tylko nieco owłosione na nerwach.
- Digitaria sanguinalis subsp. pectiniformis Henrard – wewnętrzne plewy mają sztywno, szczeciniasto owłosione brzegi. Jest rzadki.

## Zastosowanie
Nasiona tej rośliny od bardzo dawna były zbierane przez ludzi jako pokarm. W okresie średniowiecza była nawet uprawiana jako roślina zbożowa, wyrabiano z niej kaszę.